# Giorgi Sardalaszwili
Giorgi Sardalaszwili (gruz. გიორგი სარდალაშვლი; ur. 26 maja 2003) – gruziński judoka. Olimpijczyk z Paryża, gdzie zajął piąte miejsce w wadze ekstralekkiej.
Mistrz świata w 2024 i trzeci w 2023; uczestnik zawodów w 2025. Startował w Pucharze Świata w 2022 i 2025. Złoty medalista mistrzostw Europy w 2025. Pierwszy na MŚ juniorów w 2021 i drugi w 2022. Drugi na ME w 2021 roku.

## Letnie Igrzyska Olimpijskie 2024
| Konkurencja | Eliminacje          | Eliminacje           | Repasaże            | Finały                     | Klas. końcowa |
| Konkurencja | Przeciwnik I        | 1/4                  | Przeciwnik I        | o 3. miejsce               | Miejsce       |
| ----------- | ------------------- | -------------------- | ------------------- | -------------------------- | ------------- |
| 60 kg       | Yam Wolczak (ISR) Z | Salih Yıldız (TUR) P | Kim Won-jin (KOR) Z | Francisco Garrigós (ESP) P | 5.            |